# Olympische Sommerspiele 2008/Teilnehmer (Trinidad und Tobago)
| Gelbes Symbol für Goldmedaillen mit stilisierten Olympischen Ringen | Graues Symbol für Silbermedaillen mit stilisierten Olympischen Ringen | Braundes Symbol für Bronzemedaillen mit stilisierten Olympischen Ringen |
| ------------------------------------------------------------------- | --------------------------------------------------------------------- | ----------------------------------------------------------------------- |
| 1                                                                   | 1                                                                     | —                                                                       |

Trinidad und Tobago nahm 2008 zum 15. Mal an Olympischen Sommerspielen 2008 teil. Insgesamt sendete Trinidad und Tobago 30 Athleten nach Peking. Fahnenträger bei der Eröffnungsfeier war der Schwimmer George Bovell.

## Teilnehmer nach Sportarten

### Leichtathletik
| Disziplin    | Männer                                                                                             | Frauen                                                                                              |
| ------------ | -------------------------------------------------------------------------------------------------- | --------------------------------------------------------------------------------------------------- |
| 100 m        | Richard Thompson (Silber ) Marc Burns Darrel Brown                                                 | Kelly-Ann Baptiste Semoy Hackett Sasha Springer-Jones                                               |
| 200 m        | Aaron Armstrong Rondel Sorrillo Richard Thompson                                                   | |
| 400 m        | Kenny Quow Ato Stephens                                                                            | |
| 100 m Hürden | | Aleesha Barber                                                                                      |
| 110 m Hürden | Mekil Thomas                                                                                       | |
| 400 m Hürden | | Josanne Lucas                                                                                       |
| 4 × 100 m    | Richard Thompson Marc Burns Darrel Brown Keston Bledman Emmanuel Callender Aaron Armstrong (Gold ) | Kelly-Ann Baptiste Semoy Hackett Sasha Springer-Jones Wanda Hutson Monique Cabral Ayanna Hutchinson |
| 4 × 400 m    | Kenny Quow Ato Stephens Stan Waithe Zwede Hewitt Cowin Mills Jovon Toppin                          | |
| Weitsprung   | | Rhonda Watkins                                                                                      |
| Hammerwurf   | | Candice Scott                                                                                       |

- Cleopatra Borel

### Schießen
- Roger Daniel – 10 m Luftgewehr

### Schwimmen
- George Bovell – 50 m, 100 m Freistil
- Nicholas Bovell
- Sharntelle McLean – 50 m, 100 m Freistil

### Tischtennis
- Dexter St. Louis